# 安倍寛信
安倍 寛信（あべ ひろのぶ、1952年〈昭和27年〉5月30日 - ）は、日本の実業家。ABコミュニケーション（不動産会社）代表取締役、三菱商事パッケージング元代表取締役社長。父は政治家の安倍晋太郎、弟は元内閣総理大臣の安倍晋三と元防衛大臣の岸信夫。

## 経歴
安倍晋太郎・洋子夫妻の長男として東京に生まれる。成蹊小学校、成蹊中学校、成蹊高等学校を経て1971年に成蹊大学経済学部に入学した。
1975年3月に成蹊大学を卒業、翌4月に三菱商事に入社し、資源第三部に配属される。東京、広島、九州、トロント、ロンドン等においてビールや資材の取引及び事業投資先を総括する業務に従事したのち、2004年2月に三菱商事中国支社長、2007年4月に三菱商事執行役員に就任、2012年6月から三菱商事パッケージング代表取締役社長を務めた。2021年4月に同社長を退任、同年6月には取締役も退任し、同非常勤顧問となった。同6月、ヤマエ久野の社外取締役監査等委員に就任、10月からは持株会社体制への移行に伴いヤマエグループホールディングスの社外取締役監査等委員となっている。同年8月に成蹊学園の理事に就任している。2022年3月、三菱商事パッケージングの顧問職を退任し、6月からはフマキラーの社外取締役に就任した。

## 系譜
```
　　　　　　　　　　　　　　　　　田辺譲━━━━━━━仲子
                                                       ┃
　　  　岸要蔵━━━岸信政━━良子　　　　　　　　     ┃　　　　　　　　　　　　　   　 ┏━信千世　　　　　
                ┃　　　　　　┣━━━━━━━━━━岸信和━━━━ ┳岸信夫（信和養子）━┫
　　　　　　　  ┗佐藤秀助━━岸信介（婿養子)        ┃　　　　　　┃　　　              ┗━智弘
　　　　　　　　　　　　　　┃　　　　　　　         ┃　　      　┃
　　　　　　　　　　　　　　┗佐藤栄作━佐藤信二　　 ┃　　　　　　┃
　　　　　　　　　　　┏安倍慎太郎　　　　     　　  ┃　　　　　　┃
安倍宗任････安倍英任━╋ヨシ                         ┃　　　　　　┃
　　　　　　　　　　　┗タメ　　　　　　　　     　　┃　　　　　　┃　　昭恵
　　　　　　　　　　　　┣━━━━━安倍寛　     　　┃　　　　　　┃　　┃
                    安倍彪助         ┃              ┗洋子　　　　┃　　┃
                （婿養子）         　┃　　　　　　      ┣━━━━╋━安倍晋三
　　　　　　　　　　　               ┣━━━━━━━━━安倍晋太郎┃
　　　　　　　　　　　　　　　　　　 ┃　　　　　　　　　　　　　　┃
　　　　　　　　　　　　本堂恒次郎   ┃ 　　　　　　　　　　　 　　┃
　　　　　　　　　　　　┣━━━━━静子　　　　　　　　　　　　　 ┃
　　　　　大島義昌━━━秀子　　　　 ┣━━━西村正雄━━━西村浩  ┃
                       　　　　西村謙三       　　　　　　　   　　┗安倍寛信     ┏━寛人
　　　　　　　　　　　　　　　　　　　　　　　　　　　　　　　　　　　┣━━━━━┫
　　　　　　　　　　　　　         　　　　 　　　　　　　　　　　 ┏幸子　　　　 ┗━万莉子
　　　　　　　　　　　　　　　　　　          　　　 ┏牛尾治朗━━┫
　　　　　　         牛尾梅吉━━牛尾健治━━━━━━┫　　　　　　┗牛尾志朗━━牛尾美湖
　　　　　　　　　　　　　　　　　　　　　　　　　　 ┃　　　　　  ┏牛尾真治
　　　　　　　　　　　　　　　　　　          　　　 ┗牛尾吉朗━━┫
                                                                   ┗牛尾吉昭　　　　

```

## 著書
- 『安倍家の素顔―安倍家長男が語る家族の日常』オデッセー出版、2021年。ISBN 978-4-8470-7015-0[27]

### 註釈
1. ↑  尚、水島愛一朗は寛信について本人著作の記載とは異なる東京大学卒業と記している[11]。
2. ↑  中国支社長から役員に選出されることはそれまでに殆どなく、この異例の人事は驚きの声を以て迎えられた[15]。